# Fujiwara no Fuhito

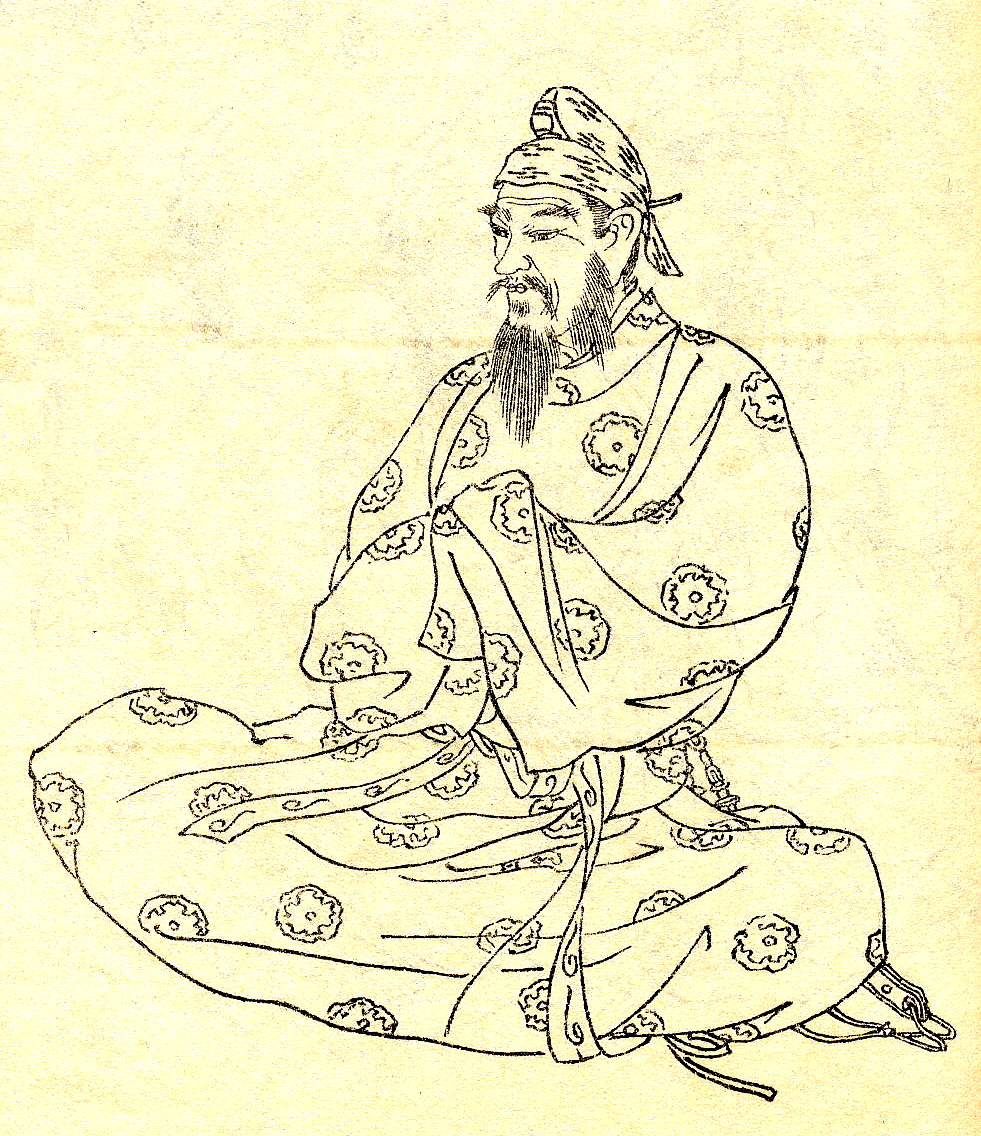
Fujiwara no Fuhito

Fujiwara no Fuhito (Japans: 藤原不比等) (659 - 720) was een invloedrijk politicus aan het keizerlijkhof van Japan tijdens de Asukaperiode en Naraperiode. Hij was de tweede zoon van Fujiwara no Kamatari (of, volgens een theorie, van keizer Tenji). Hij verwekte vier zonen bij twee vrouwen en deze vier zouden de voorouders (patriarchen) worden van de vier belangrijkste lijnen van de Fujiwara-clan: De zuidelijke, noordelijk, ceremoniële, en hoofdstedelijke lijnen. Hij verwekte verder vier dochters bij twee andere vrouwen, drie bij Kamohime, een bij Tachibana no Michiyo. Een van de dochters van Kamohime, Miyako, zou later trouwen met keizer Monmu, en was de moeder van keizer Shomu. De dochter van Michiyo zou de keizerin worden van keizer Shomu.
Tijdens de regering van keizer Monmu, de schoonzoon van Fuhito, gaf de regering het bevel, dat enkel en alleen afstammelingen van Fuhito de familienaam Fujiwara mochten voeren en benoemd konden worden tot de Daijokan, het centrum van de administratieve macht.
Fuhito was 13 jaar oud tijdens het Jinshin incident. Zijn vader Kamatari was altijd een fervent aanhanger geweest van keizer Tenji. Kamatari was echter reeds gestorven en Fuhito was nog te jong voor een positie aan het hof. Hij werd daarom niet betrokken bij dit politieke conflict. In 688 zou hij voor het eerst aan het hof verschijnen.
In 697 werd prins Karu, de zoon van prins Kusakabe en daarmee de kleinzoon van keizer Temmu en keizerin Jito, tot kroonprins benoemd. Fuhito steunde deze benoeming en kwam hiermee in de gratie van keizerin Jito. Vanaf dit moment begon zijn promotie aan het hof. In 701 werd prins Obito geboren, de latere keizer Shomu. Fuhito slaagde erin om Obito tot kroonprins te laten benoemen en huwelijkte zijn andere dochter uit aan Obito. Tot dat moment kon enkel een lid van de keizerlijke familie keizerin worden, maar Fuhito slaagde erin om zijn dochter keizerin te maken. Ze was hiermee de eerste keizerin van buiten de keizerlijke familie.
Fuhito verhuisde de Yamashina-dera, de belangrijkste Boeddhistische tempel die zijn familie steunde, naar Nara en hernoemde het Kofuku-ji. In 768, na zijn dood, werd het Kasugaschrijn gebouwd, de belangrijkste tempel van de Fujiwara-clan, dicht bij Kofuku-ji.
Hij speelde een rol bij de vestiging van de ritsuryo wetgeving. Hij werkte mee aan de editie genaamd Taiho Ritsuryo. Hij werkte tevens mee aan de herziene versie, de Yoro ritsuryo, maar overleed voordat deze compleet was in de zomer van 720. Bij zijn dood werd hij benoemd tot Udaijin, een ministerpost.
Hij werd postuum geëerd door het hof met de titels 文忠公 (Bunchu Ko) en 淡海公 (Tankai Ko) en met de positie van Daijodaijin, de hoogste positie aan het hof.
Zijn zonen waren, Fujiwara no Muchimaro, Fujiwara no Fusasaki, Fujiwara no Umakai en Fujiwara no Maro. Fusasaki zou de voorouder worden van de regentenlijn van de Fujiwara-clan.

## Vrouwen en kinderen
- Soga no Shōshi (Masako), dochter van Soga no Murajiko
  - Muchimaro (680-737)
  - Fusasaki (681-737)
  - Umakai (694-737)
- Kamo no Hime, dochter van Kamo no Emishi
  - Miyako (?-754), trouwde keizer Monmu
  - Nagako, trouwde prins Nagaya
- Fujiwara no Ioe-no-iratsume, halfzus van Fuhito (weduwe van keizer Tenmu)
  - Maro (695-737)
- Agatainukai-no-Tachimana no Michiyo (?-733)
  - Asukabe-hime (keizerin Komyo) (701-760), trouwde keizer Shomu
  - Tabino(Tahino), trouwde Tachibana no Moroe